# Dálnice 31 (Izrael)
Dálnice 31, přesněji spíš Silnice 31 (hebrejsky: כביש 31, Kviš 31) je silniční spojení (nikoliv dálničního typu) v jižním Izraeli, které prochází od západu k východu podstatnou částí severní Negevské pouště a jižního okraje Judských hor respektive jejich části, která je nazývána Hebronské hory (Har Chevron).
Začíná poblíž osady Ešel ha-Nasi. Úsek odtud ke křižovatce s dálnice číslo 40 u města Lehavim je nově přidán. Na mapách bývá uváděn i jako lokální silnice 310. Od Lehavim se silnice stáčí k jihovýchodu a východu. Prochází lesem Lahav a míjí lesní komplex Sansana na jižních svazích Hebronských hor. Jižně od dálnice se rozkládají husté koncentrace sídel izraelských beduínů. Včetně beduínských měst jako Lakija nebo Chura či Kesejfa a množství menších často neoficiálních beduínských osad. Východní hranicí osídlené krajiny je pak město Arad. Za ním silnice prudce klesá do příkopové propadliny Mrtvého moře, na jehož západním břehu, u vesnice Neve Zohar, ústí do severojižní dálnice číslo 90.
V lednu 2011 bylo oznámeno, že ministr dopravy Izraele Jisra'el Kac plánuje provést rekonstrukci trasy dálnice a její rozšíření na komunikaci dálničního typu. Zveřejnění výběrového řízení na provedení stavby se očekávalo během několika týdnů. Důvodem pro přestavbu byla mimo jiné vysoká míra nehodovosti. Co do počtu usmrcených šlo o jeden z nejnebezpečnějších úseků izraelské silniční sítě.